# وارامباري
وارامباري هي مديرية في باراغواي، تتبع الإدارة المركزية (باراغواي)، بلغ عدد سكانها 10٬150 نسمة، تبلغ مساحتها 29 كيلومتر مربع.

## أعلام
- هيريبيرتو هيريرا
- ليونغينو أونزايم